# Estação de Harling Road
A Estação de Harling Road é a estação ferroviária que serve a vila
de East Harling, no condado de Norfolk, Inglaterra.